# 黔南プイ族ミャオ族自治州
黔南プイ族ミャオ族自治州（けんなん-プイぞく-ミャオぞく-じちしゅう）は中華人民共和国貴州省南部に位置する少数民族自治州。

## 歴史
この地域の歴史は古く、過去から少数民族が居住していた。殷・周代の早期から多くの民族がおり、牂牁郡等に属し、夜郎国等に属することもあった。州内の福泉市には夜郎国時代の唯一の遺跡「竹王城」がある。唐代には中央集権政府が少数民族地区の統治を強化し、土司制度を設置。元代には黔南でも土司を設置するが、明代の貴州省設置前には「改土帰流」が行われ部分的に府県政府が設置された。清代には全面的に、改土帰流を実施。1935年は貴州省政府に組み込まれた。1949年に人民解放軍の統治となり各県が「専区」に改組された。
黔南プイ族ミャオ族自治州は、都勻県を州府として1956年4月に設立された。都勻専区の5県、興義専区の4県、貴定専区の3県、安順専区の2県の管轄していた。同年、三都スイ族自治県が設立。1958年、都勻県は県級市の都勻市に改編。

## 行政区画
2県級市・9県・1自治県を管轄下に置く。
- 県級市：都勻市・福泉市
- 県：茘波県・独山県・平塘県・羅甸県・長順県・恵水県・竜里県・貴定県・甕安県
- 自治県：三都スイ族自治県

| 黔南プイ族ミャオ族自治州の地図                                                                   |
| ------------------------------------------------------------------------------------------------ |
| 都勻市 福泉市 茘波県 独山県 平塘県 羅甸県 長順県 恵水県 竜里県 貴定県 甕安県 三都スイ族 · 自治県 |

### 年表
この節の出典

#### 独山専区
- 1949年10月1日 - 中華人民共和国貴州省独山専区が成立。都勻県・独山県・平塘県・羅甸県・三都県・麻江県・丹寨県・茘波県・黎平県・榕江県・従江県・平越県が発足。(12県)
- 1950年6月 - 広西省慶遠専区南丹県の一部が茘波県に編入(12県)
- 1951年3月18日 - 羅甸県が貴陽専区に編入。(11県)
- 1952年12月4日 - 独山専区が都勻専区に改称。

#### 都勻専区
- 1952年12月13日 - 丹寨県が自治区に移行し、丹寨ミャオ族自治区となる。(10県1自治区)
- 1953年3月7日 - 広西省桂西チワン族自治区宜山専区三江県の一部が従江県に編入。(10県1自治区)
- 1953年4月10日 - 従江県の一部が広西省柳州専区融県、桂西チワン族自治区宜山専区羅城県の各一部と合併し、広西省桂西チワン族自治区宜山専区大苗山ミャオ族自治区となる。(10県1自治区)
- 1953年6月11日 - 平越県が福泉県に改称。(10県1自治区)
- 1955年1月7日 - 丹寨ミャオ族自治区が県制施行し、丹寨ミャオ族自治県となる。(10県1自治県)
- 1956年4月13日 (1県)
  - 麻江県・黎平県・榕江県・従江県・丹寨ミャオ族自治県が黔東南ミャオ族トン族自治州に編入。
  - 都勻県・独山県・平塘県・三都県・茘波県が黔南プイ族ミャオ族自治州に編入。
- 1956年4月18日 - 福泉県が安順専区に編入。

#### 貴定専区
- 1952年12月4日 - 貴陽専区が貴定専区に改称。(10県)
- 1952年12月13日 - 恵水県が自治区に移行し、恵水イ族ミャオ族自治区となる。(9県1自治区)
- 1954年1月29日 - 恵水イ族ミャオ族自治区が恵水プイ族ミャオ族自治区に改称。(9県1自治区)
- 1954年6月26日 - 羅甸県が自治区に移行し、羅甸プイ族自治区となる。(8県2自治区)
- 1955年1月7日 (8県2自治県)
  - 恵水プイ族ミャオ族自治区が県制施行し、恵水プイ族ミャオ族自治県となる。
  - 羅甸プイ族自治区が県制施行し、羅甸プイ族自治県となる。
- 1955年7月16日 - 貴陽市貴筑県を編入。(9県2自治県)
- 1956年4月13日 - 長順県・羅甸プイ族自治県・恵水プイ族ミャオ族自治県が黔南プイ族ミャオ族自治州に編入。(8県)
- 1956年4月18日 - 貴定県・貴筑県・清鎮県・竜里県・修文県・甕安県・開陽県・息烽県が安順専区に編入。

#### 黔南プイ族ミャオ族自治州
- 1956年4月13日 - 都勻専区都勻県・独山県・平塘県・三都県・茘波県、貴定専区長順県・羅甸プイ族自治県・恵水プイ族ミャオ族自治県、興義専区安竜県・冊亨県・望謨県・貞豊県、安順専区紫雲県・鎮寧県を編入。黔南プイ族ミャオ族自治州が成立。(12県2自治県)
- 1956年4月18日 (14県)
  - 恵水プイ族ミャオ族自治県が県に移行し、恵水県となる。
  - 羅甸プイ族自治県が県に移行し、羅甸県となる。
- 1956年9月11日 - 三都県および茘波県・都勻県・独山県の各一部が黔東南ミャオ族トン族自治州榕江県の一部と合併し、三都スイ族自治県が発足。(13県1自治県)
- 1957年11月29日 - 安順専区貴筑県の一部が長順県に編入。(13県1自治県)
- 1958年5月29日 - 都勻県の一部が分立し、都勻市が発足。(1市13県1自治県)
- 1958年6月 - 長順県の一部が貴陽市花渓区に編入。(1市13県1自治県)
- 1958年12月29日 (1市6県1自治県)
  - 安竜県・鎮寧県が安順専区に編入。
  - 恵水県が貴陽市に編入。
  - 安順専区甕安県・貴定県を編入。
  - 安順専区竜里県が貴定県に編入。
  - 安順専区福泉県が甕安県に編入。
  - 紫雲県が長順県・望謨県に分割編入。
  - 茘波県が独山県に編入。
  - 都勻県が都勻市に編入。
  - 平塘県が独山県・羅甸県に分割編入。
  - 貞豊県が安順専区興仁県に編入。
  - 冊亨県が安順専区安竜県に編入。
- 1961年8月16日 (1市11県1自治県)
  - 独山県の一部が分立し、茘波県が発足。
  - 独山県・羅甸県の各一部が合併し、平塘県が発足。
  - 甕安県の一部が分立し、福泉県が発足。
  - 貴定県の一部が分立し、竜里県が発足。
  - 長順県・望謨県の各一部が合併し、紫雲県が発足。
- 1962年10月20日 - 都勻市が県制施行し、都勻県となる。(12県1自治県)
- 1963年4月27日 - 安順専区貞豊県・冊亨県・安竜県を編入。(15県1自治県)
- 1963年10月23日 - 貴陽市恵水プイ族ミャオ族自治県を編入。(16県1自治県)
  - 恵水プイ族ミャオ族自治県が県に移行し、恵水県となる。
- 1965年7月28日 (11県1自治県)
  - 安竜県・貞豊県・冊亨県・望謨県が興義専区に編入。
  - 紫雲県が安順専区に編入。
- 1966年3月9日 - 都勻県の一部が分立し、都勻市が発足。(1市11県1自治県)
- 1983年8月19日 - 都勻県が都勻市に編入。(1市10県1自治県)
- 1996年12月2日 - 福泉県が市制施行し、福泉市となる。(2市9県1自治県)

## 民族
2000年調査。
| 民族       | 人口      | 構成比 |
| ---------- | --------- | ------ |
| 漢族       | 1,548,120 | 43.37% |
| プイ族     | 1,158,710 | 32,46% |
| ミャオ族   | 477,347   | 13.37% |
| スイ族     | 286,862   | 8.04%  |
| マオナン族 | 30,958    | 0.87%  |
| チワン族   | 13,226    | 0.37%  |
| トン族     | 11,337    | 0.32%  |
| ヤオ族     | 11,149    | 0.31%  |
| シェ族     | 7,130     | 0.2%   |
| イー族     | 6,927     | 0.19%  |
| トゥチャ族 | 4,753     | 0.13%  |
| コーラオ族 | 3,001     | 0.08%  |
| ムーラオ族 | 2,223     | 0.06%  |
| 回族       | 2,116     | 0.06%  |
| その他     | 5,988     | 0.17%  |

## 交通

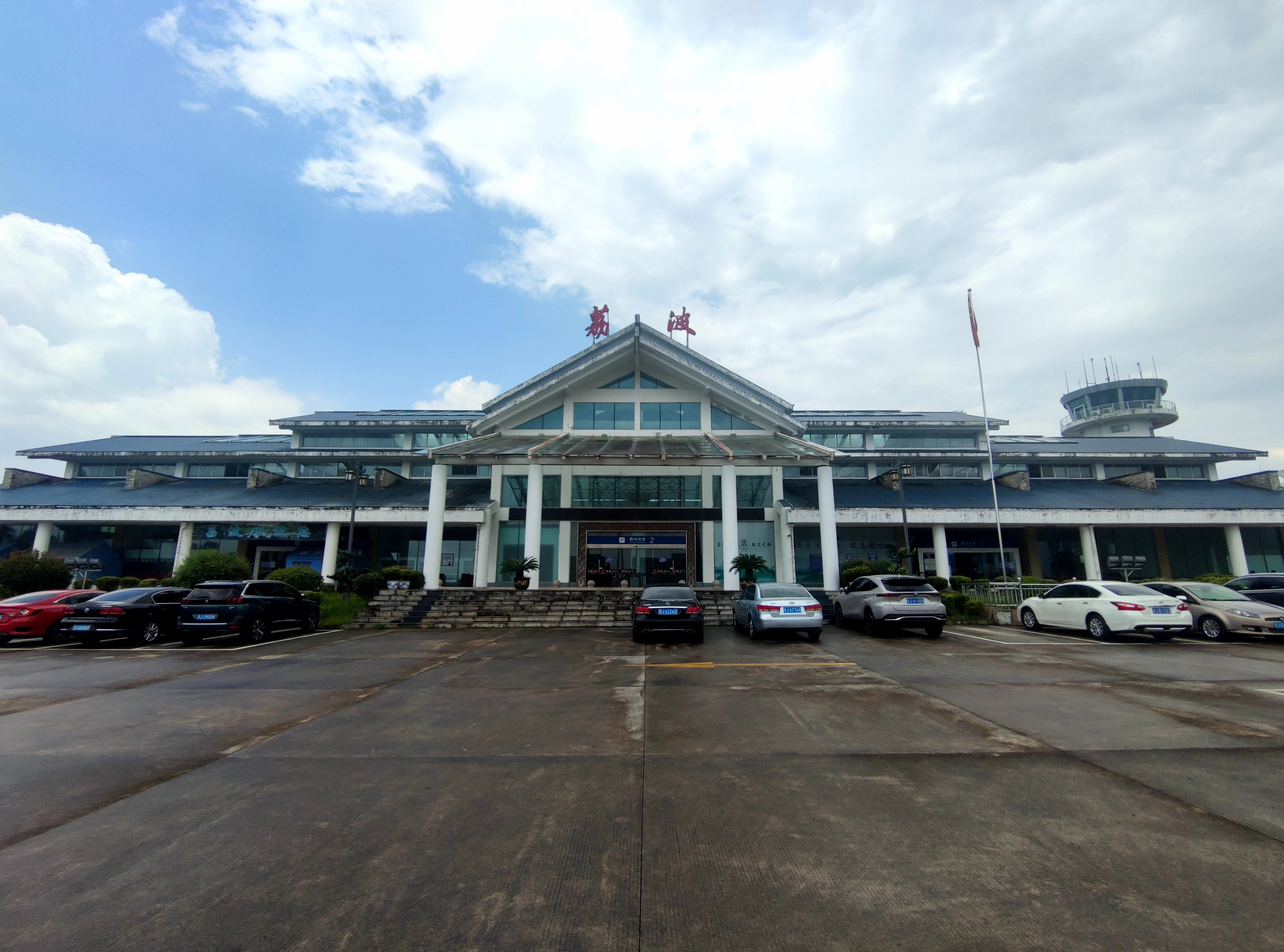
黔南茘波空港

### 航空
- 黔南茘波空港（中国語版）

### 鉄道
- 中国国家鉄路集団
  - 滬昆旅客専用線
  - 貴広旅客専用線
  - 貴南旅客専用線（中国語版）
  - 滬昆線
  - 黔桂線（中国語版）

### 道路
- 高速道路
  - 滬昆高速道路
  - 銀百高速道路
  - 蘭海高速道路
  - 厦蓉高速道路
  - S30 江黔高速道路
  - S35 甕馬高速道路
  - S50 恵興高速道路
  - S62 余安高速道路
  - S73 三茘高速道路
  - S88 榕麻高速道路
  - S89 花安高速道路
- 国道
  - G210国道
  - G320国道
  - G321国道